# 《玩具总动员4》获奖列表
《玩具总动员4》是2019年由皮克斯动画工作室制作、华特迪士尼影业发行的美国动画喜剧剧情片。该片是《玩具总动员》系列的第四部作品，也是2010年《玩具总动员3》的续集。该片由乔什·库利执导（这是他首次担任长篇电影导演），安德鲁·斯坦顿和斯蒂芬妮·福尔松编剧；他们与约翰·拉塞特、拉什达·琼斯、威尔·麦科马克、瓦莱丽·拉普安特（Valerie LaPointe）和马丁·海因斯共同构思了故事。《玩具总动员4》的配音阵容包括汤姆·汉克斯、蒂姆·艾伦、安妮·波茨、托尼·海尔、基根-迈克尔·基、乔丹·皮尔、玛德琳·麦格劳（Madeleine McGraw）、克里斯蒂娜·亨德里克斯、基努·里维斯、松村艾麗、杰伊·埃尔南德斯、洛里·艾伦和瓊安·庫薩克。故事发生在第三部之后，《玩具总动员4》讲述了胡迪（汉克斯配音）和巴斯光年（艾伦配音）与其他玩具一起陪伴邦妮（麦格劳配音）开启公路旅行的故事，邦妮用学校的回收材料制作了一个名为叉叉（海尔配音）的叉勺玩具。与此同时，胡迪与牧羊女寶貝（波茨配音）重逢，并必须决定自己的忠诚归属。
《玩具总动员4》于2019年6月11日在洛杉矶好莱坞首映，并于6月21日在美国上映。该片制作预算为2亿美元，全球票房达10.73亿美元，院线放映结束后成为2019年全球票房第八高的电影。在影评聚合网站“烂番茄”上，该片基于459篇评论获得了97%的好评率。
《玩具总动员4》斩获多个类别的奖项与提名，汉克斯的表演尤其受到认可。该片在第92届奥斯卡金像奖中获得两项提名，包括最佳原创歌曲（《我不能让你自我放弃》），并最终摘得最佳动画长片奖。在第47届安妮奖中，《玩具总动员4》获得六项提名。第73届英国电影学院奖提名其为最佳动画长片。此外，该片还在第25届评论家选择奖中荣获最佳动画长片奖，并在第77届金球奖中获得最佳动画长片提名。多个影评协会也将《玩具总动员4》选为年度最佳动画长片。

## 荣誉
| 奖项                       | 颁奖日期       | 分类                                                   | 候选者/获奖者 | 结果 | 来源          |
| -------------------------- | -------------- | ------------------------------------------------------ | --- | ---- | ------------- |
| 奥斯卡金像奖               | 2020年2月9日   | 最佳动画长片                                           | 乔希·库利、马克·尼尔森（Mark Nielsen）与 乔纳斯·里维拉 | 获奖 | [ 15 ]        |
| 奥斯卡金像奖               | 2020年2月9日   | 最佳原创歌曲                                           | 蘭迪·紐曼〈I Can't Let You Throw Yourself Away〉 | 提名 | [ 15 ]        |
| 女性电影记者联盟奖         | 2020年1月10日  | 最佳动画长片                                           | 玩具總動員4 | 提名 | [ 16 ] [ 17 ] |
| 女性电影记者联盟奖         | 2020年1月10日  | 最佳动画女性角色                                       | 安妮·波茨 | 获奖 | [ 16 ] [ 17 ] |
| 美国电影剪辑师协会奖       | 2020年1月17日  | 最佳动画长片剪辑                                       | 阿克塞尔·格迪斯（Axel Geddes） | 获奖 | [ 18 ] [ 19 ] |
| 安妮獎                     | 2020年1月25日  | 最佳动画长片                                           | 玩具總動員4 | 提名 | [ 20 ]        |
| 安妮獎                     | 2020年1月25日  | 动画制作中动画效果的杰出成就                           | 亚历克西斯·安杰利季斯（Alexis Angelidis）、阿米特·加纳帕蒂·巴德卡尔（Amit Ganapati Baadkar）、格雷格·格拉德斯通（Greg Gladstone）、凯莉·威伊斯穆勒（Kylie Wijsmuller）与马修·清志·王（Matthew Kiyoshi Wong）                                                                                      | 提名 | [ 20 ]        |
| 安妮獎                     | 2020年1月25日  | 故事片杰出编剧成就                                     | 阿克塞尔·格迪斯（Axel Geddes）、托宾·赞·布洛克（Torbin Xan Bullock）与格雷格·斯奈德（Greg Snyder） | 提名 | [ 20 ]        |
| 安妮獎                     | 2020年1月25日  | 动画长片制作中音乐的杰出成就奖                         | 蘭迪·紐曼 | 提名 | [ 20 ]        |
| 安妮獎                     | 2020年1月25日  | 动画长片制作中配音表演的杰出成就奖                     | 托尼·海爾 | 提名 | [ 20 ]        |
| 安妮獎                     | 2020年1月25日  | 动画长片制作中编剧的杰出成就奖                         | 安德鲁·斯坦顿与斯蒂芬妮·福尔松 | 提名 | [ 20 ]        |
| 藝術指導工會傑出作品設計獎 | 2020年2月1日   | 动画电影制作设计卓越奖                                 | 鲍勃·保利 | 获奖 | [ 21 ]        |
| 阿蒂奥斯奖                 | 2020年1月30日  | 动画                                                   | 凯文·雷赫尔（Kevin Reher）与娜塔莉·里昂（Natalie Lyon） | 获奖 | [ 22 ]        |
| 奥斯汀影评人协会奖         | 2020年1月7日   | 最佳动画电影                                           | 玩具總動員4 | 获奖 | [ 23 ] [ 24 ] |
| 黑人电影奖                 | 2020年2月6日   | 杰出配音表演                                           | 基根-麥可·奇 | 提名 | [ 25 ]        |
| 黑人电影奖                 | 2020年2月6日   | 杰出配音表演                                           | 喬登·皮爾 | 提名 | [ 25 ]        |
| 英国电影学院儿童奖         | 2019年12月1日  | 长片电影                                               | 玩具總動員4 | 提名 | [ 26 ]        |
| 英国电影学院奖             | 2020年2月2日   | 最佳动画长片                                           | 乔希·库利与马克·尼尔森 | 提名 | [ 27 ] [ 28 ] |
| 波士頓影評人協會奖         | 2019年12月15日 | 最佳动画长片                                           | 玩具總動員4 | 亚军 | [ 16 ]        |
| 卡普里好莱坞国际电影节     | 2020年1月2日   | 最佳动画长片                                           | 玩具總動員4 | 獲獎 | [ 29 ]        |
| 芝加哥影评人协会奖         | 2019年12月14日 | 最佳动画长片                                           | 玩具總動員4 | 获奖 | [ 30 ] [ 31 ] |
| 电影音响协会奖             | 2020年1月25日  | 动画长片音效混音杰出成就奖                             | 多克·凯恩（Doc Kane）、内森·南斯（Nathan Nance）、迈克尔·塞马尼克（Michael Semanick）、大卫·布谢（David Bouche）、文斯·卡罗（Vince Caro）与斯科特·柯蒂斯（Scott Curtis） | 获奖 | [ 32 ]        |
| 评论家选择电影奖           | 2020年1月12日  | 最佳动画长片                                           | 玩具總動員4 | 获奖 | [ 33 ]        |
| 达拉斯—沃斯堡影评人协会奖  | 2019年12月16日 | 最佳动画长片                                           | 玩具總動員4 | 获奖 | [ 16 ]        |
| 底特律影评人协会奖         | 2019年12月9日  | 最佳动画长片                                           | 玩具總動員4 | 获奖 | [ 34 ]        |
| 佛罗里达影评人协会奖       | 2019年12月23日 | 最佳动画长片                                           | 玩具總動員4 | 提名 | [ 16 ]        |
| 乔治亚影评人协会奖         | 2020年1月10日  | 最佳动画长片                                           | 玩具總動員4 | 获奖 | [ 16 ]        |
| 金球獎                     | 2020年1月5日   | 最佳动画长片                                           | 玩具總動員4 | 提名 | [ 35 ]        |
| 金酸莓獎                   | 2020年3月16日  | 最佳贖莓獎                                             | 基努·里维斯 | 提名 | [ 36 ]        |
| 金胶卷奖                   | 2020年1月19日  | 动画长片声音剪辑杰出成就奖——音效、拟音、对白及对白重录 | 科亚·埃利奥特（Coya Elliott）、雷恩·克莱斯、谢丽尔·纳迪（Cheryl Nardi）、金伯利·帕特里克（Kimberly Patrick）、杨千白慧（Qianbaihui Yang）、乔纳森·史蒂文斯（Jonathon Stevens）、汤姆·布伦南（Thom Brennan）、詹姆斯·斯宾塞（James Spencer）、约翰·罗什（John Roesch）与谢莉·罗登（Shelley Roden） | 获奖 | [ 37 ]        |
| 黄金预告片奖               | 2019年5月29日  | 最佳动画/家庭奖                                        | 《Stories》（MOCEAN） | 获奖 | [ 38 ] [ 39 ] |
| 黄金预告片奖               | 2019年5月29日  | （故事片）最佳动画/家庭类电视广告                      | 《Carnival》（Workshop Creative） | 提名 | [ 38 ] [ 39 ] |
| 黄金预告片奖               | 2021年7月22日  | 最佳家庭娱乐动画奖                                     | 《Favorite Friends》（Aspect Ratio） | 提名 | [ 40 ]        |
| 葛萊美獎                   | 2020年1月26日  | 视觉媒体最佳歌曲创作奖                                 | 蘭迪·紐曼〈The Ballad of the Lonesome Cowboy〉 | 提名 | [ 41 ]        |
| 好萊塢影評人協會奖         | 2020年1月9日   | 最佳动画长片                                           | 玩具總動員4 | 获奖 | [ 42 ] [ 43 ] |
| 好萊塢影評人協會奖         | 2020年1月9日   | 最佳视觉效果或动画表演                                 | 汤姆·汉克斯 | 提名 | [ 42 ] [ 43 ] |
| 好萊塢電影獎               | 2019年11月3日  | 好莱坞动画奖                                           | 玩具總動員4 | 获奖 | [ 44 ]        |
| 休斯顿影评人协会奖         | 2020年1月2日   | 最佳动画长片                                           | 玩具總動員4 | 获奖 | [ 45 ] [ 46 ] |
| 人文奖                     | 2020年1月24日  | 家庭故事片                                             | 约翰·拉塞特、安德鲁·斯坦顿、乔希·库利、瓦莱丽·拉普安特（Valerie LaPointe）、拉什达·琼斯、威尔·麦科马克、马丁·海因斯与斯蒂芬妮·福尔松 | 提名 | [ 47 ] [ 48 ] |
| 国际影迷协会奖             | 2020年2月7日   | 最佳动画长片                                           | 玩具總動員4 | 提名 | [ 49 ]        |
| 堪萨斯影评人协会奖         | 2019年12月15日 | 最佳动画长片                                           | 玩具總動員4 | 获奖 | [ 16 ]        |
| 洛杉磯影評人協會奖         | 2019年12月8日  | 最佳动画长片                                           | 玩具總動員4 | 亚军 | [ 50 ]        |
| 电影指南奖                 | 2020年1月24日  | 最佳家庭电影                                           | 玩具總動員4 | 提名 | [ 51 ]        |
| 国家影视奖                 | 2019年12月3日  | 最佳动画长片                                           | 玩具總動員4 | 获奖 | [ 52 ] [ 53 ] |
| 国家影视奖                 | 2019年12月3日  | 动画电影最佳表演                                       | 汤姆·汉克斯 | 提名 | [ 52 ] [ 53 ] |
| 尼克频道儿童选择奖         | 2020年5月2日   | 最受欢迎动画电影                                       | 玩具總動員4 | 提名 | [ 54 ]        |
| 尼克频道儿童选择奖         | 2020年5月2日   | 动画电影最受欢迎男性配音                               | 汤姆·汉克斯 | 提名 | [ 54 ]        |
| 在线影评人协会奖           | 2020年1月6日   | 最佳动画长片                                           | 玩具總動員4 | 获奖 | [ 16 ]        |
| 人民选择奖                 | 2019年11月10日 | 最受欢迎电影                                           | 玩具總動員4 | 提名 | [ 55 ]        |
| 人民选择奖                 | 2019年11月10日 | 最受欢迎家庭电影                                       | 玩具總動員4 | 提名 | [ 55 ]        |
| 人民选择奖                 | 2019年11月10日 | 动画电影明星                                           | 汤姆·汉克斯 | 提名 | [ 55 ]        |
| 美国制片人协会奖           | 2020年1月18日  | 最佳动画长片                                           | 马克·尼尔森与乔纳斯·里维拉 | 获奖 | [ 56 ]        |
| 聖地牙哥影評人協會奖       | 2019年12月9日  | 最佳动画电影                                           | 玩具總動員4 | 亚军 | [ 16 ]        |
| 舊金山灣區影評人協會奖     | 2019年12月16日 | 最佳动画长片                                           | 玩具總動員4 | 提名 | [ 16 ]        |
| 卫星奖                     | 2019年12月19日 | 最佳动画或混合媒体长片                                 | 玩具總動員4 | 提名 | [ 57 ]        |
| 卫星奖                     | 2019年12月19日 | 最佳原创歌曲                                           | 蘭迪·紐曼〈The Ballad of the Lonesome Cowboy〉 | 提名 | [ 57 ]        |
| 土星獎                     | 2019年9月13日  | 最佳动画长片                                           | 玩具總動員4 | 提名 | [ 58 ]        |
| 土星獎                     | 2019年9月13日  | 最佳奇幻電影                                           | 玩具總動員4 | 获奖 | [ 58 ]        |
| 西雅图影评人协会奖         | 2019年12月16日 | 最佳动画长片                                           | 玩具總動員4 | 获奖 | [ 16 ]        |
| 圣路易斯影评人协会奖       | 2019年12月15日 | 最佳动画长片                                           | 玩具總動員4 | 获奖 | [ 16 ]        |
| 青少年选择奖               | 2019年8月11日  | 最佳暑期电影                                           | 玩具總動員4 | 提名 | [ 59 ]        |
| 多伦多影评人协会奖         | 2019年12月8日  | 最佳动画长片                                           | 玩具總動員4 | 提名 | [ 60 ]        |
| 視覺效果工會奖             | 2020年1月29日  | 动画长片最佳虚拟环境                                   | 乔希·库利、马克·尼尔森（Mark Nielsen）、鲍勃·莫耶（Bob Moyer）与加里·布鲁因斯（Gary Bruins） | 提名 | [ 61 ]        |
| 視覺效果工會奖             | 2020年1月29日  | 动画长片最佳动画角色                                   | 拉德福德·赫恩（Radford Hurn）、坦贾·克兰普费特（Tanja Krampfert）、乔治·阮（George Nguyen）与贝基·罗查·托尔（Becki Rocha Tower）〈Bo Peep〉 | 提名 | [ 61 ]        |
| 視覺效果工會奖             | 2020年1月29日  | 动画长片最佳虚拟环境                                   | 张昊石（Hosuk Chang）、安德鲁·芬利（Andrew Finley）、艾莉森·利夫（Alison Leaf）与菲利普·舒伯塔姆（Philip Shoebottom）《古董商场》 | 获奖 | [ 61 ]        |
| 視覺效果工會奖             | 2020年1月29日  | 动画长片最佳效果模拟                                   | 亚历克西斯·安杰利迪斯（Alexis Angelidis）、阿米特·巴德卡尔（Amit Baadkar）、里昂·刘（Lyon Liew）与迈克尔·洛伦岑（Michael Lorenzen） | 提名 | [ 61 ]        |
| 視覺效果工會奖             | 2020年1月29日  | CG项目最佳虚拟摄影                                     | 让-克洛德·卡拉什（Jean-Claude Kalache）与帕特里克·林 | 提名 | [ 61 ]        |
| 华盛顿特区影评人协会奖     | 2019年12月8日  | 最佳动画长片                                           | 玩具總動員4 | 提名 | [ 62 ]        |
| 华盛顿特区影评人协会奖     | 2019年12月8日  | 最佳配音表演                                           | 汤姆·汉克斯 | 提名 | [ 62 ]        |
| 华盛顿特区影评人协会奖     | 2019年12月8日  | 最佳配音表演                                           | 托尼·海爾 | 获奖 | [ 62 ]        |
| 华盛顿特区影评人协会奖     | 2019年12月8日  | 最佳配音表演                                           | 安妮·波茨 | 提名 | [ 62 ]        |